# یاروسلاو لوینسکی
 یاروسلاو لوینسکی (انگلیسی: Jaroslav Levinský؛ زادهٔ ۱۱ فوریهٔ ۱۹۸۱) یک تنیس‌باز اهل جمهوری چک است.